# میندزیزدرویه
میِندزیزدرویه (لهستانی: Międzyzdroje؛ ‏تلفظ لهستانی: ['mʲɛnd͡zɨˈzdrɔjɛ]) یک شهر تفرج‌گاهی ساحلی در شمال‌غربی‌ترین نقطه لهستان است. از نیمه قرن نوزدهم سران دولت اروپایی شروع به خریدن املاک در این نقطه کردند تا در تابستان‌ها از آب گرم این منطقه برای شنا و آب‌تنی استفاده کنند.

## جاذبه‌های توریستی
- پارک ملی وولین
- موزه جان‌پناه
- دریاچه ویتسکو
- کلیسای سنت پترس
- محراب استلا متوتینا
- موزه مجسمه‌های مومی
- اوشناریوم
- پونت ویدوکووی
- پارک فردریکا چوپینا
- پلاژ استژه‌ژونا
- پلاژ سگ‌ها
- پلاژ برهنگی لوبیه‌وو
- جنگل میزدرویسکی